# Rheinsberg (zámek)
Zámek Rheinsberg se nachází v obci Rheinsberg, asi 100 km severozápadně od Berlína v okrese Východní Prignitz-Ruppin, na východním břehu jezera Grienerick See. Je dobře dostupný z mnoha cyklistických tras.
Tento zámek je považován za model tzv. fridericiánského rokoka a sloužil také jako vzor pro palác Sanssouci. Fridrich Veliký strávil nejšťastnější dobu svého života v Rheinsbergu jako korunní princ. Právě v těchto místech se rodily inovativní nápady, které se pak projevily s velkým mistrovstvím v Sanssouci.
Fridrichův mladší bratr, princ Jindřich Pruský, tam následně vytvořil důležitý muzejní dvůr a udržoval zámek a zahradu ve stylu raného klasicismu. Toto místo se dostalo do povědomí také díky dvěma umělcům. Theodor Fontane ve svém Putování po Braniborské marce (německy Wanderungen durch die Mark Brandenburg) udělil městu literární památku a brzy poté zmínil zámek Kurt Tucholsky v milostném příběhu Rheinsberg: Ein Bilderbuch für Verliebte (česky Výlet na Rheinsberg).